# Kwaku Dua II
Kwaku Dua II Kumaa (de son nom de naissance Agyeman Kofi) est l'Asantehene de l'Empire ashanti du 28 avril 1884 au 11 juin 1884 dans ce qui est aujourd'hui le Ghana.
Son règne est fauché par la variole dont il meurt le 11 juin 1884. Sa mort soudaine déclenche une période de guerre civile qui ne s'achève qu'en 1888 lorsque son successeur Prempeh I prend ses fonctions.

## Biographie
Lors du règne de Mensa Bonsu Kumaa, de nouvelles tensions émergent et c'est dans ce climat très tendu qu'Yaa Akyaa désigne son plus jeune fils, Kwaku Dua II, afin de succéder au trône contre l'avis d'Afua Kobi,. En effet, depuis le règne de son frère Kofi Karikari, destitué en 1874, des conflits se succèdent. Cependant, les qualités de Mensa Bonsu sont également remises en question. 
L'influence des chefs de Kumasi est alors si importante que ces actions de destitutions s'effectuent sans consulter l'ensemble des chefs tel que prévu par la constitution. C'est dans ce cadre qu'Owosu Kokoo, fils d'Osei Bonsu, prend le jeune Kwaku Dua II sous son aile afin de favoriser sa légitimité en tant que petit fils de Kwaku Dua I.
En mars 1883, Mensa Bonsu est destitué de sa fonction et la succession de Kwaku Dua II est remise en question. Certains chefs font sécession, tel que le chef de Bekwai qui sera destitué en février 1884. Son successeur est mandaté pour travailler à la réunification. Des partisans exigent que Mensa Bonsu revienne sur le trône, d'autres favorisent le retour de Kofi Karikari qui avait également été destitué. Kwaku Dua II est quant à lui encore trop jeune, lors de la destitution de Mensa Bonsu.  
C'est pourtant dans ce marasme politique que Kwaku Dua II est installé sur le trône royal Ashanti le 28 avril 1884 lorsqu'il est en âge,. La décision semble effectivement apaiser les partis opposants, même ceux de Nsuta et d'Agona qui se rallient de nouveau aux décisions de Kumasi. Parallèlement à cela, Afua Kobi, l'Asantehemaa, est destituée et sa fille Yaa Akyaa, mère de Kwaku Dua II, prend sa place,.
Dans ce court règne, l'Asantehene rencontre le capitaine Brandon Kirby, chargé par le gouverneur britannique Samuel Rowe d'intervenir en tant que médiateur dans les tensions internes qui sévissent au sein de l'empire ashanti. Cette rencontre est capturée par un appareil photo. Les actions de l'Asantehene correspondent à une politique de pacification interne, dans la voie de celle exercée par Mensa Bonsu.
Il règne pendant seulement 40 jours, mourant de la variole. Sa mort soudaine transforme les conflits dynastiques en une importante période de guerre civile. De plus, sa mort survient peu de temps après la rencontre avec la délégation britannique, si bien que la tradition orale considère qu'il est contaminé par l'officier britannique. Peu de temps après la mort de Kwaku Dua II, deux de ses principaux opposants meurent également : Kofi Karikari  deux semaines après lui tandis qu'Owusu Ansa, un prince opposant, meurt le 13 novembre 1884.